# Diócesis de Gap-Embrun
La diócesis de Gap-Embrun (en latín: Dioecesis Vapincensis-Ebrodunensis y en francés: Diocèse de Gap et Embrun) es una circunscripción eclesiástica de la Iglesia católica en Francia. Se trata de una diócesis latina, sufragánea de la arquidiócesis de Marsella. Desde el 8 de abril de 2017 su obispo es Xavier Malle.

## Territorio y organización

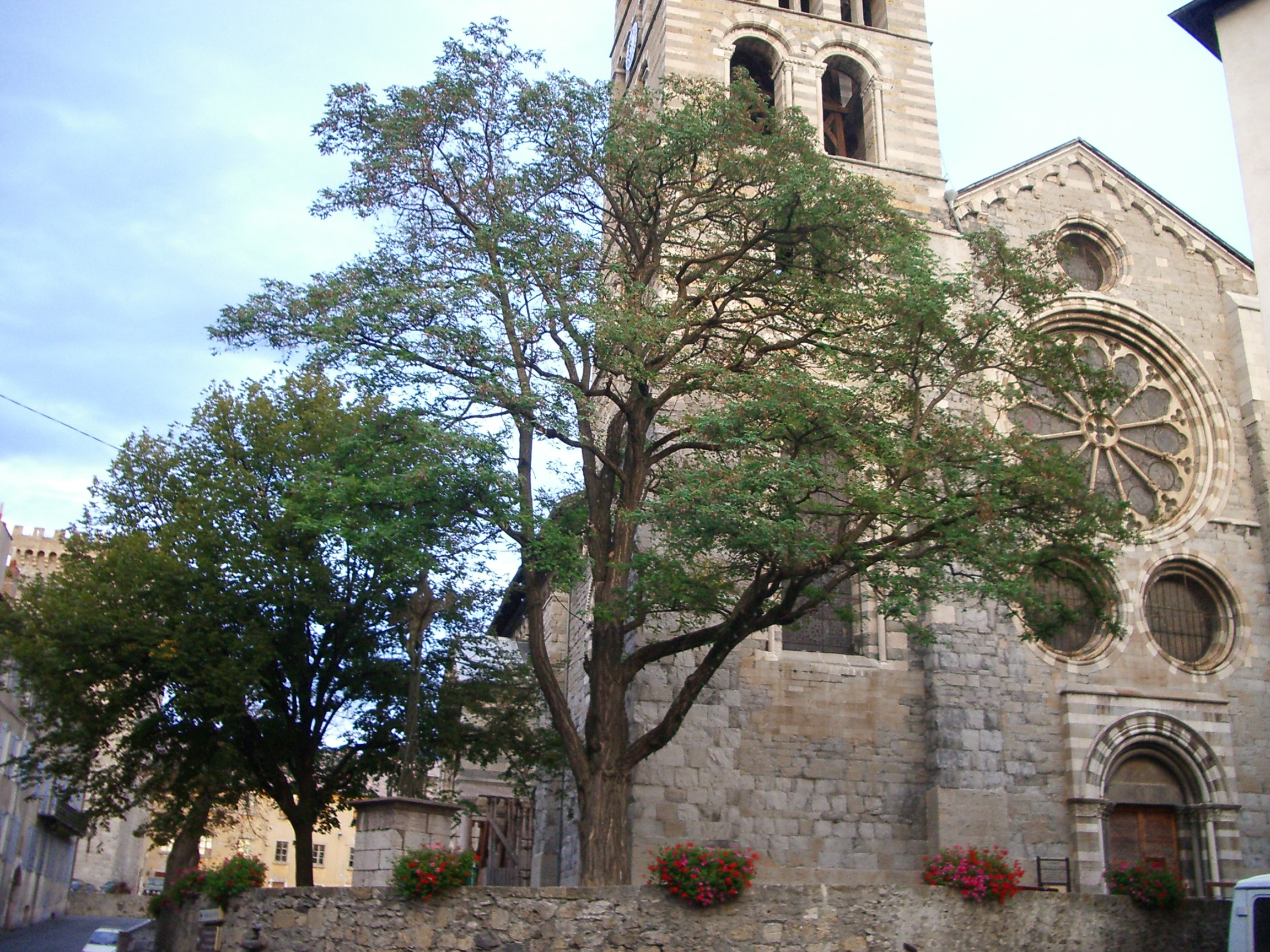
Concatedral de Nuestra Señora, en Embrun

La diócesis tiene 5643 km² y extiende su jurisdicción sobre los fieles católicos de rito latino residentes en el departamento de Altos Alpes en la región de Provenza-Alpes-Costa Azul.

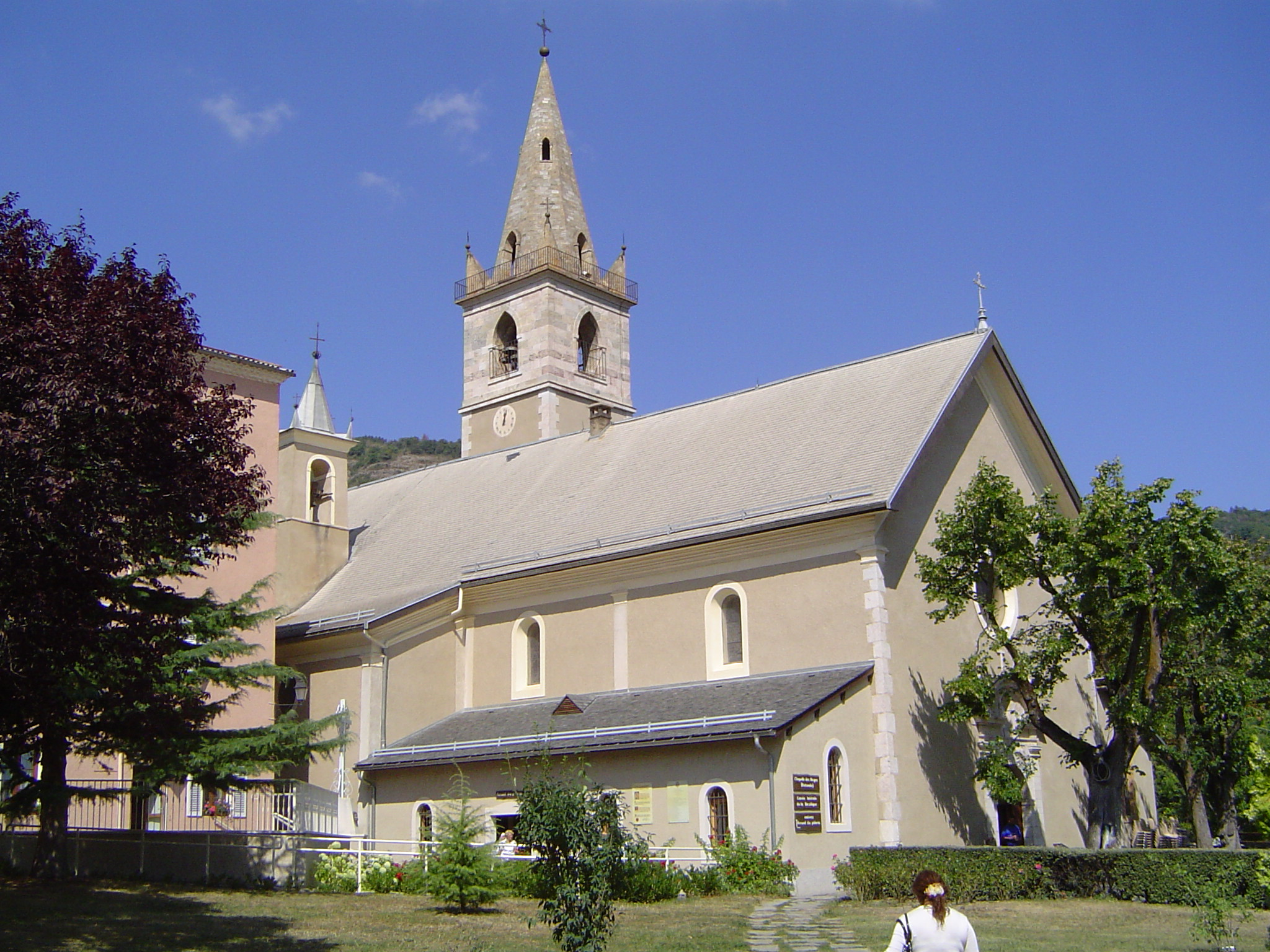
Basílica de Nuestra Señora de Laus, en Saint-Étienne-le-Laus. Fue construida en el lugar de una serie de apariciones ocurridas supuestamente en 1664

La sede de la diócesis se encuentra en la ciudad de Gap, en donde se halla la Catedral de Nuestra Señora y San Arnoux. En Embrun se encuentra la Concatedral de Nuestra Señora. En Saint-Étienne-le-Laus se encuentra la basílica de Nuestra Señora de la Laus.
En 2021 en la diócesis existían 169 parroquias agrupadas en 3 arciprestazgos y 8 decanatos.
- arciprestazgo Saint-Arnoux: decanatos de: Gapençais, Chorges-L'Avance, Durance, y Champsaur-Valgaudemar;
- arciprestazgo Saint-Arey: decanato de: Buëch-Dévoluy;
- arciprestazgo Saint-Marcellin: decanatos de: Embrunais-Savinois, Guillestrois-Queyras y Briançonnais.

## Historia
La diócesis probablemente fue erigida en el siglo V. Sin embargo, antes del obispo Constancio, documentado de 517 a 529, los nombres de los obispos no tienen pruebas documentales suficientes y sólo están atestiguados por fuentes hagiográficas. Originalmente la diócesis era sufragánea de la arquidiócesis de Aix.
En los primeros siglos surgió la figura de san Arigio, quien organizó la diócesis en parroquias, estableció una residencia episcopal y acogió a los misioneros que Gregorio Magno enviaba a Britania para la evangelización de anglos y sajones. El episcopado de san Arnolfo fue importante en el siglo XI, ya que erradicó la simonía y la corrupción que habían caracterizado a su predecesor. Es venerado como santo patrón de la diócesis.
En 1220, mientras san Francisco de Asís aún vivía, los franciscanos fundaron un convento en la ciudad de Gap, seguidos un siglo después por los dominicos.
En el siglo XVI la Reforma protestante provocó desorden y violencia en la diócesis, hasta el punto de que en 1562 la ciudad fue incendiada. Posteriormente los predicadores hugonotes y sus seguidores encontraron refugio en Ginebra. El obispo Gabriel de Clermont se adhirió al calvinismo y fue depuesto por ello.
En 1664 se inició una serie de apariciones marianas en el santuario de Nuestra Señora de Laus que no terminaron hasta 1718.
En el siglo XVIII destacó el obispo François de Malissoles, que supo contrarrestar eficazmente el jansenismo. El último obispo antes de la supresión, François de Vareille, murió en el exilio, sin haber aceptado presentar su renuncia al gobierno de la diócesis a la Santa Sede.
Tras el concordato con la bula Qui Christi Domini del papa Pío VII del 29 de noviembre de 1801, la diócesis fue suprimida y su territorio fue dividido entre las diócesis de Digne y Grenoble.
En junio de 1817 se estipuló un nuevo concordato entre la Santa Sede y el gobierno francés, al que siguió, el 27 de julio, la bula Commissa divinitus, con la que el papa restauró la sede de Gap. Sin embargo, dado que el concordato no entró en vigor al no ser ratificado por el Parlamento de París, esta erección no tuvo efecto.
El 6 de octubre de 1822, en virtud de la bula Paternae charitatis del papa Pío VII, la diócesis fue restablecida definitivamente como sufragánea de Aix en el territorio de la antigua diócesis, a la que se añadió la mayor parte de la arquidiócesis de Embrun, que había sido suprimida en 1801.
Durante el siglo XIX muchos sacerdotes originarios de la diócesis se convirtieron en misioneros, realizando su apostolado en todas partes del mundo; entre ellos Jacques Chastan, misionero de la Sociedad de las Misiones Extranjeras de París, mártir en Corea y canonizado en 1984. Se recuerda también a Jean-Hippolyte Gondre, segundo fundador de los Hermanos del Sagrado Corazón, declarado venerable en 1984; y Pier Giuliano Eymard fundador de la Congregación del Santísimo Sacramento, canonizado en 1962.
Entre 1866 y 1904 se construyó la nueva catedral de la diócesis, en sustitución de la medieval que había caído en ruinas, que fue consagrada en 1895, antes de finalizar las obras.
El 8 de diciembre de 2002, con la reorganización de los distritos diocesanos franceses, pasó a formar parte de la provincia eclesiástica de Marsella.
El obispo Jean-Michel di Falco Leandri, fue nombrado por el papa Juan Pablo II el 18 de noviembre de 2003.
El 31 de diciembre de 2007 los obispos de Gap recibieron el título de Embrun: este acontecimiento fue anunciado solemnemente durante la misa crismal del 18 de abril de 2008, celebrada extraordinariamente en la Concatedral de Embrun.
El 4 de mayo de 2008 el obispo Jean-Michel di Falco emitió un decreto reconociendo el carácter sobrenatural de los acontecimientos de Nuestra Señora de Laus.
El 5 de julio de 2022 la diócesis asumió su nombre actual.

## Estadísticas
Según el Anuario Pontificio 2022 la diócesis tenía a fines de 2021 un total de 121 700 fieles bautizados.
| Año                                                                             | Población            | Población | Población      | Sacerdotes | Sacerdotes    | Sacerdotes    | Bautizados por sacerdote | Diáconos permanentes | Religiosos | Religiosos | Parroquias |
| Año                                                                             | Bautizados católicos | Total     | % de católicos | Total      | Clero secular | Clero regular | Bautizados por sacerdote | Diáconos permanentes | Varones    | Mujeres    | Parroquias |
| ------------------------------------------------------------------------------- | -------------------- | --------- | -------------- | ---------- | ------------- | ------------- | ------------------------ | -------------------- | ---------- | ---------- | ---------- |
| 1950                                                                            | 80 000               | 85 000    | 94.1           | 156        | 153           | 3             | 512                      |                      |            | 475        | 201        |
| 1969                                                                            | 89 000               | 92 000    | 96.7           | 135        | 128           | 7             | 659                      |                      | 7          | 240        | 63         |
| 1980                                                                            | 83 300               | 103 700   | 80.3           | 112        | 104           | 8             | 743                      |                      | 10         | 246        | 202        |
| 1990                                                                            | 95 700               | 112 000   | 85.4           | 96         | 89            | 7             | 996                      | 1                    | 7          | 178        | 202        |
| 1999                                                                            | 96 900               | 114 500   | 84.6           | 99         | 82            | 17            | 978                      | 1                    | 23         | 147        | 202        |
| 2000                                                                            | 100 000              | 121 419   | 82.4           | 91         | 76            | 15            | 1098                     | 2                    | 31         | 144        | 202        |
| 2001                                                                            | 100 000              | 121 253   | 82.5           | 92         | 76            | 16            | 1086                     | 2                    | 30         | 139        | 202        |
| 2002                                                                            | 100 000              | 121 253   | 82.5           | 86         | 72            | 14            | 1162                     | 4                    | 28         | 143        | 202        |
| 2003                                                                            | 100 000              | 121 253   | 82.5           | 86         | 71            | 15            | 1162                     | 4                    | 29         | 142        | 202        |
| 2004                                                                            | 100 000              | 121 253   | 82.5           | 86         | 69            | 17            | 1162                     | 4                    | 31         | 142        | 202        |
| 2006                                                                            | 114 000              | 126 800   | 89.9           | 72         | 64            | 8             | 1583                     | 4                    | 11         | 137        | 202        |
| 2013                                                                            | 121 300              | 141 500   | 85.7           | 59         | 51            | 8             | 2055                     | 8                    | 9          | 85         | 188        |
| 2016                                                                            | 119 764              | 139 279   | 86.0           | 55         | 47            | 8             | 2177                     | 9                    | 9          | 68         | 185        |
| 2019                                                                            | 121 300              | 141 107   | 86.0           | 49         | 44            | 5             | 2475                     | 13                   | 5          | 66         | 185        |
| 2021                                                                            | 121 700              | 141 576   | 86.0           | 51         | 43            | 8             | 2386                     | 15                   | 9          | 72         | 169        |
| Fuente: Catholic-Hierarchy, que a su vez toma los datos del Anuario Pontificio. |                      |           |                |            |               |               |                          |                      |            |            |            |

## Episcopologio
- San Demetrio † (fines del siglo I)
- San Teridio (o Tigride) † (siglo IV)
- San Remedio (o Remigio) † (siglo IV)[nota 2]
- San Constantino † (antes de 439-después de 450)[nota 3]
- Costanzo † (antes de 517-después de 529)[nota 4]
- Vellesio † (antes de 541-después de 554)
- Sagittario † (antes de 570-579 depuesto)
- San Aredio † (antes de 584-después de 608 circa)
- Valatone † (mencionado en 614)
- Potentissimo † (mencionado en 650)
- Sinforiano † (inicios del siglo VIII)[nota 5]
- Donadio † (mencionado en 788 o 791)
- Biraco † (antes de 876-después de 879)
- Casto † (mencionado en 950)
- Ugo I † (antes de 971-después de 988)
- Feraud † (antes de 1010-después de 1040)[nota 6]
- Rodolphe † (mencionado en 1044)
- Ripert † (antes de 1055-después de septiembre de 1061 depuesto)[nota 7]
- San Arnoux, O.S.B. † (después de mayo de 1063-19 de septiembre circa 1070/1079 falleció)[nota 8]
- Laugier I † (antes de marzo de 1079-después de 1081[nota 9]
- Odilon † (mencionado en 1085 circa)
- Isoard † (mencionado en mayo de 1105)[nota 10]
- Laugier II † (antes de octubre de 1106-después de octubre de 1121 falleció)
- Pierre Grafinel † (después de julio de 1122-después de agosto de 1129 falleció)
- Guillaume I † (enero/marzo de 1131-2 de noviembre de 1149 falleció)
- Raimond † (circa 1150-1156 o 1157 falleció)
- Grégoire † (1157-1180 falleció)
- Guillaume II † (antes de noviembre de 1180-después de 1188)
- Frédéric † (mencionado en 1198)
- Guillaume de Gières † (circa 1199-después de 1211 falleció)
- Hugues II † (antes de 1215-10 de febrero de 1217 nombrado arzobispo de Arlés)
- Guigues † (después del 19 de julio de 1217-después de junio de 1219 falleció o renunció)
- Guillaume d'Esclapon, O.S.B. † (circa septiembre de 1219-después del 26 de junio de 1235 falleció)
- Robert † (1235-14 de febrero de 1251 falleció)
- Othon de Grasse † (antes del 20 de julio de 1251-después del 1 de mayo de 1281 falleció)
- Raimond de Mévouillon, O.P. † (3 de junio de 1282-4 de octubre de 1289 nombrado arzobispo de Embrun)
- Geofroi de Lincel † (26 de noviembre de 1289-6 de junio de 1315 falleció)
- Olivier de Laye † (antes del 10 de noviembre de 1315-después del 28 de febrero de 1316 falleció)
- Bertrand de Lincel † (septiembre de 1316-4 de febrero de 1318 falleció)
- Guillaume d'Étienne † (13 de marzo de 1318-29 de agosto de 1328 falleció)
- Dragonnet de Montauban † (31 de agosto de 1328-febbraio/marzo de 1349 falleció)
- Henri de Poitiers † (11 de mayo de 1349-13 de marzo de 1353 nombrado obispo de Troyes)
- Gilbert de Mendegaches † (30 de enero de 1353-21 de agosto de 1357 nombrado obispo de Lodève)
- Jacques de Deaux † (21 de agosto de 1357-6 de abril de 1362 nombrado obispo de Nimes)
- Guillaume Fournier di Marcossey † (10 de junio de 1362-10 de abril de 1366 nombrado obispo de Ginebra)
- Jacques Artaud † (10 de abril de 1366-agosto de 1399 falleció)
- Raimond de Bar † (14 de octubre de 1399-17 de diciembre de 1404 nombrado obispo de Montauban)
- Jean des Saints † (17 de diciembre de 1404-20 de agosto de 1409 nombrado obispo de Meaux)
- Antoine Juvénis † (1409-junio de 1411 falleció)
- Alessio da Seregno, O.F.M. † (20 de agosto de 1409-27 de agosto de 1411 nombrado obispo de Plasencia)
- Léger Saporis d'Eyragues † (27 de agosto de 1411-11 de febrero de 1429 nombrado obispo de Maguelone)
- Guillaume de Forestier † (11 de febrero de 1429-agosto de 1442 falleció)
- Gaucher de Forcalquier † (17 de diciembre de 1442-6 de octubre de 1484 falleció)
- Gabriel de Sclafanatis † (13 de octubre de 1484-11 de noviembre de 1526 falleció)
- Gabriel de Clermont † (18 de febrero de 1527-1571 depuesto)
- Pierre Paparin † (27 de agosto de 1572-1 de agosto de 1600 falleció)
- Charles-Salomon du Serre † (30 de agosto de 1600-16 de mayo de 1637 falleció)
- Arthur de Lionne † (11 de abril de 1639-1662 renunció)
- Pierre Marion † (26 de junio de 1662-25 de agosto de 1675 falleció)
- Guillaume de Meschatin † (24 de mayo de 1677-2 de febrero de 1679 falleció)
- Victor-Augustin Méliand † (27 de mayo de 1680-7 de julio de 1692 nombrado obispo de Alet)
- Charles-Béningne Hervé † (15 de octubre de 1692-antes del 15 de noviembre de 1706 renunció)
- François de Malissoles † (15 de noviembre de 1706-21 de septiembre de 1738 falleció)
- Claude de Cabane † (22 de junio de 1739-10 de septiembre de 1741 falleció)
- Jacques-Marie de Caritat de Condorcet † (20 de diciembre de 1741-16 de diciembre de 1754 nombrado obispo de Auxerre)
- Pierre-Annet de Pérouse † (17 de febrero de 1755-18 de julio de 1763 falleció)
- François de Narbonne Lara † (20 de febrero de 1764-18 de abril de 1774 nombrado obispo de Évreux)
- François de Jouffroy † (28 de febrero de 1774-28 de marzo de 1778 renunció)[nota 11]
- Jean-Baptiste-Marie de Maillé de la Tour-Landry † (30 de marzo de 1778-20 de junio de 1784 renunció)[nota 12]
- François de Vareille † (25 de junio de 1784-1815 renunció)[nota 13]
  - Sede suprimida (1801-1822)
- François-Antoine Arbaud † (16 de mayo de 1823-27 de marzo de 1836 falleció)
- Nicolas-Augustin de la Croix d'Azolette † (19 de mayo de 1837-27 de abril de 1840 nombrado arzobispo de Auch)
- Louis Rossat † (14 de diciembre de 1840-17 de junio de 1844 nombrado obispo de Verdún)
- Jean-Irénée Depéry † (17 de junio de 1844-9 de diciembre de 1861 falleció)
- Victor-Félix Bernadou † (7 de abril de 1862-12 de julio de 1867 nombrado arzobispo de Sens)
- Aimé-Victor-François Guilbert † (20 de septiembre de 1867-22 de septiembre de 1879 nombrado obispo de Amiens)
- Marie-Ludovic Roche † (22 de septiembre de 1879-6 de octubre de 1880 falleció)
- Jean-Baptiste-Marie-Simon Jacquenet † (13 de mayo de 1881-27 de marzo de 1884 nombrado obispo de Amiens)
- Louis-Joseph-Jean-Baptiste-Léon Gouzot † (27 de marzo de 1884-26 de mayo de 1887 nombrado arzobispo de Auch)
- Jean-Alphonse Blanchet † (26 de mayo de 1887-19 de mayo de 1888 falleció)
- Prosper-Amable Berthet † (27 de mayo de 1889-25 de octubre de 1914 falleció)
- Gabriel-Roch de Llobet † (22 de enero de 1915-16 de enero de 1925 nombrado arzobispo coadjutor de Aviñón[nota 14])
- Jules-Géraud Saliège † (29 de octubre de 1925-6 de diciembre de 1928 nombrado arzobispo de Toulouse)
- Camille Pic † (17 de diciembre de 1928-16 de agosto de 1932 nombrado obispo de Valence)
- Auguste-Callixte-Jean Bonnabel † (16 de agosto de 1932-13 de febrero de 1961 renunció[nota 15])
- Georges Jacquot † (13 de febrero de 1961 por sucesión-1 de noviembre de 1966 nombrado arzobispo de Marsella)
- Robert-Joseph Coffy † (11 de febrero de 1967-15 de junio de 1974 nombrado arzobispo de Albi)
- Pierre Bertrand Chagué † (18 de enero de 1975-1 de octubre de 1980 falleció)
- Raymond Gaston Joseph Séguy † (14 de octubre de 1981-31 de julio de 1987 nombrado obispo de Autun)
- Georges Lagrange † (11 de julio de 1988-18 de noviembre de 2003 renunció)
- Jean-Michel di Falco (18 de noviembre de 2003-8 de abril de 2017 retirado)
- Xavier Malle, desde el 8 de abril de 2017